# Rhytidoponera mirabilis
Rhytidoponera mirabilis är en myrart som beskrevs av Clark 1936. Rhytidoponera mirabilis ingår i släktet Rhytidoponera och familjen myror. Inga underarter finns listade i Catalogue of Life.